# Zanclognatha
Zanclognatha là một chi bướm đêm thuộc họ Erebidae. Zanclognatha đã được xem là một đồng âm của Polypogon bởi Poole (1989), sau đó tách khỏi Polypogon bởi Fibiger & Hacker (1991), và tái lập một chi có hiệu lực bởi Poole vào năm 1996. Danh sách kiểm tra châu Âu bởi Nowacki & Fibiger (1998) xem cả Zanclognatha và Polypogon là các chi có hiệu lực, còn Lafontaine & Troubridge (2005) đề xuất tái lập Zanclognatha là một chi riêng biệt.

## Các loài
- Zanclognatha atrilineella (Grote, 1873)
- Zanclognatha cruralis (Guenée, 1854)
- Zanclognatha jacchusalis (Walker, 1859)
- Zanclognatha laevigata (Grote, 1872)
- Zanclognatha lituralis (Hübner, 1818)
- Zanclognatha lutalba (J. B. Smith, 1906)
  - Zanclognatha lutalba lutalba (J. B. Smith, 1906)
  - Zanclognatha lutalba bryanti Barnes, 1928
- Zanclognatha marcidilinea (Walker, 1859)
- Zanclognatha martha Barnes, 1928
- Zanclognatha minoralis J. B. Smith, 1895
- Zanclognatha obscuripennis (Grote, 1872)
- Zanclognatha pedipilalis (Guenée, 1854)
- Zanclognatha protumnusalis (Walker, 1859)
- Zanclognatha theralis (Walker, 1859) (đồng nghĩa: Zanclognatha deceptricalis Zeller, 1873, Zanclognatha gypsalis (Grote, 1880), Zanclognatha inconspicualis (Grote, 1883))

## Loài không được xuất bản
- Zanclognatha n. sp. hoặc Coastal Plain Zanclognatha

## Hình ảnh

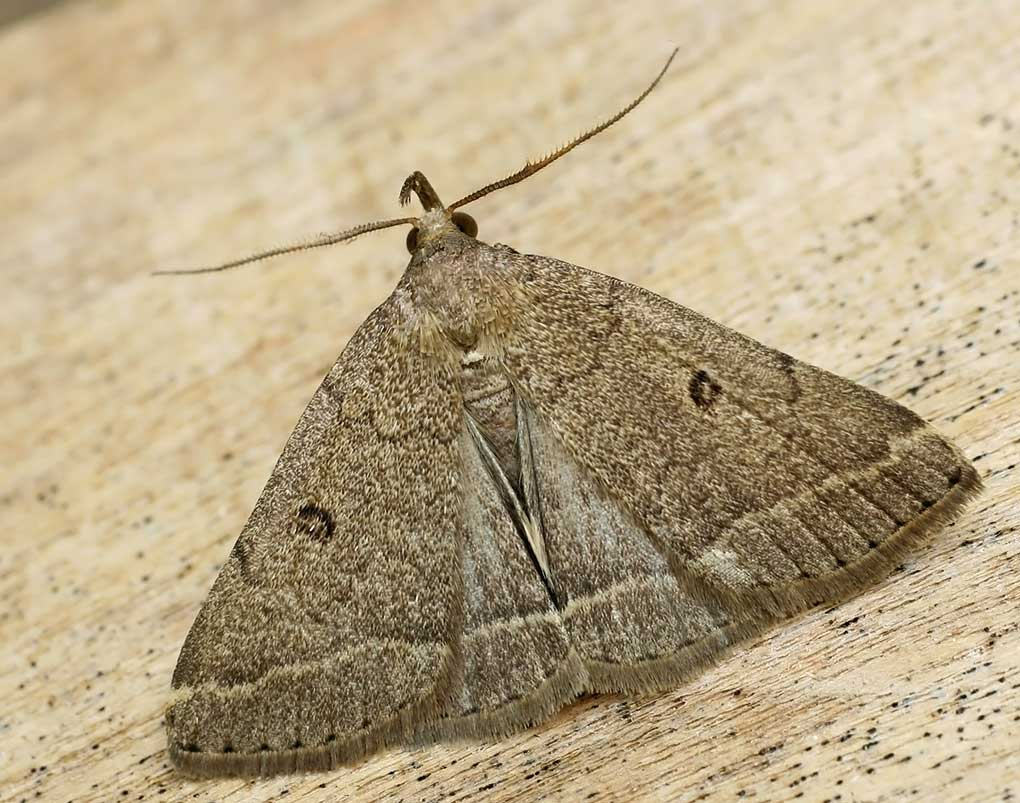
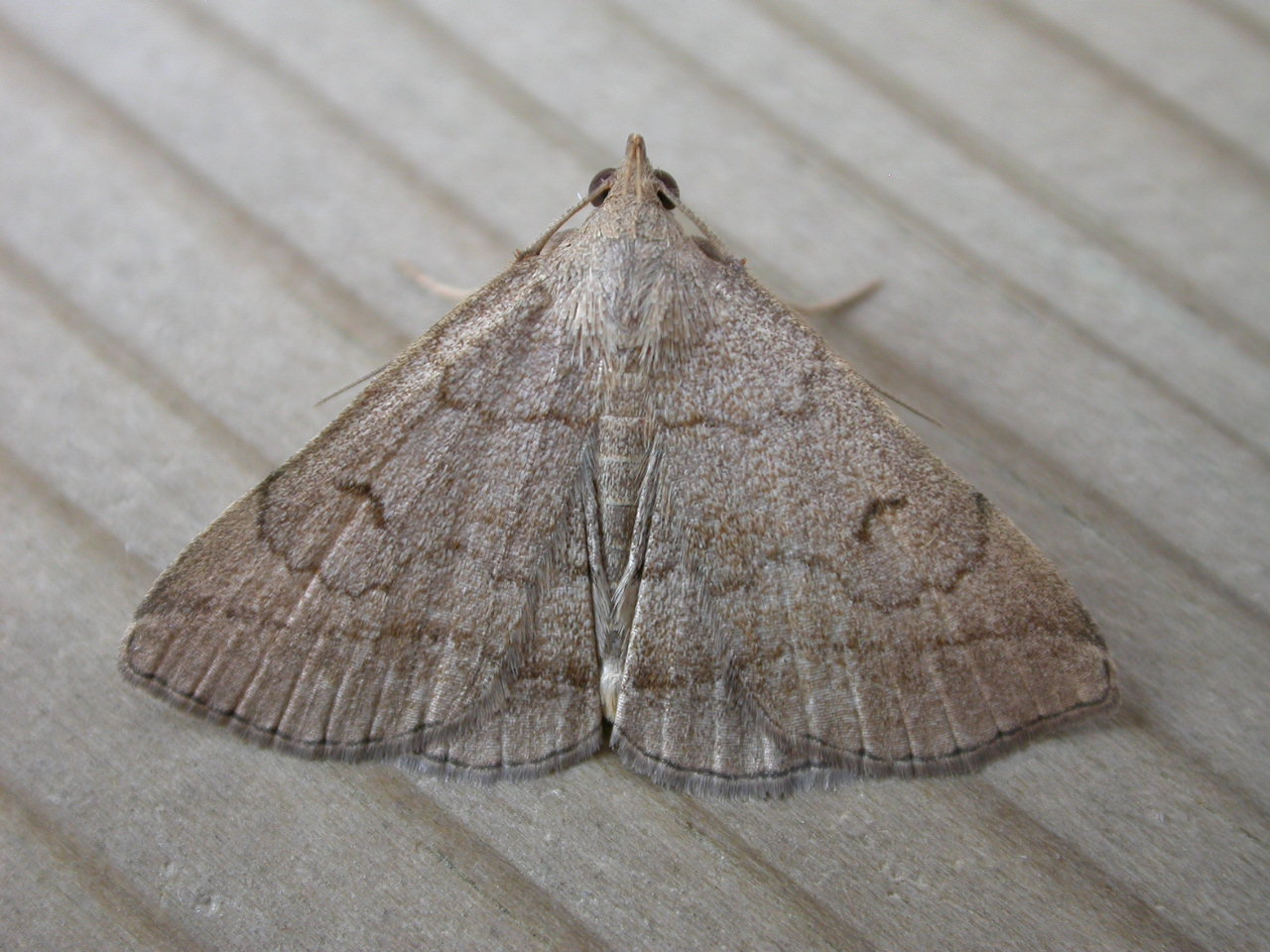
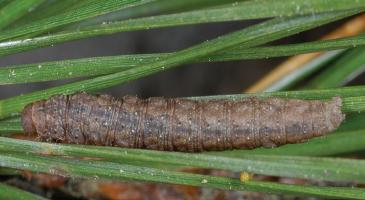